# Antrag auf ein Volksbegehren
Der Antrag auf ein Volksbegehren (manchmal auch: Antrag auf Zulassung des Volksbegehrens) ist ein Instrument der direkten Demokratie in Deutschland. Im Gesamtverfahren der Volksabstimmung ist er in den meisten Bundesländern der erste Schritt und dient im Erfolgsfall der Einleitung des Volksbegehrens. Um einen Antrag auf ein Volksbegehren zum Erfolg zu führen, muss eine bestimmte Zahl von Unterschriften Wahlberechtigter in einer bestimmten Frist gesammelt werden. Die genaue Ausgestaltung des Verfahrens variiert dabei von Bundesland zu Bundesland.

## Die Rolle desAntrags auf ein Volksbegehrenin der Volksabstimmung
In den meisten Bundesländern ist ein Antrag auf ein Volksbegehren der erste Schritt im Gesamtverfahren der Volksabstimmung (2. Schritt Volksbegehren, 3. Schritt Volksentscheid). In den Bundesländern Brandenburg, Hamburg, Mecklenburg-Vorpommern und Schleswig-Holstein ist hingegen die indirekte Volksinitiative der erste Schritt und ersetzt das Verfahren des Antrags vollständig. In den Bundesländern Rheinland-Pfalz und Sachsen-Anhalt bestehen beide Instrumente nebeneinander und können jeweils als Einleitungsverfahren für ein Volksbegehren genutzt werden.
Grundsätzlich muss zwar in allen Bundesländern für die Anmeldung eines Volksbegehrens irgendeine Form von Antrag gestellt werden, also auch in den Bundesländern, in denen eine Volksinitiative den ersten Schritt des Gesamtverfahrens darstellt. Der in diesem Artikel behandelte Antrag auf ein Volksbegehren zeichnet sich aber dadurch aus, dass für ihn explizit die Sammlung von Unterschriften wahlberechtigter Bürger notwendig ist. In den Bundesländern mit indirekter Volksinitiative muss hingegen tatsächlich nur ein Antragsformular von den 3–5 amtlich bekannten Initiatoren des Bürgerbegehrens als schriftlicher Beleg für die Verwaltung ausgefüllt und persönlich unterschrieben werden; es handelt sich dort also nicht um das in diesem Artikel beschriebene direktdemokratisches Instrument, sondern bloß um einen verwaltungstechnischen Vorgang.

### Differenz zwischenAntragund Volksinitiative
Es gibt drei wesentliche Unterschiede zwischen einem Antrag auf ein Volksbegehren und einer Volksinitiative. Der "Antrag" dient wie sein Name schon sagt, lediglich zur Einleitung eines Volksbegehrens. Dementsprechend muss die in ihm formulierte politische Vorlage allen formal-rechtlichen Ansprüchen genügen, die in dem jeweiligen Bundesland an ein Volksbegehren gestellt werden (z. B. dass ein Gesetzentwurf enthalten sein muss). Eine Volksinitiative ist hingegen ein weiter gefasstes Instrument, dass es Bürgern ermöglicht, ganz allgemeine politische Fragen (wie z. B. eine bloße Entschließung) auf die politische Tagesordnung zu setzen.
Hieraus leitet sich bereits der zweite wesentliche Unterschied ab. Eine erfolgreiche Volksinitiative wird immer im Parlament behandelt. Ein Antrag auf ein Volksbegehren wird in aller Regel hingegen nur von der im jeweiligen Bundesland zuständigen Behörde auf seine formale und rechtliche Zulässigkeit überprüft. Lediglich in Berlin kann darüber hinaus ein erfolgreicher Antrag auf ein Volksbegehren auch im Plenum des Abgeordnetenhauses besprochen werden.
Zuletzt kann bei einem Antrag auf ein Volksbegehren die enthaltene Vorlage vor dem Beginn des Volksbegehrens oftmals nicht mehr abgeändert werden. An einer Volksinitiative können in aller Regel noch kleinere Änderungen vorgenommen werden, sofern nicht der Wesensgehalt der enthaltenen Vorlage berührt wird.
Sofern für die Initiatoren zu Beginn des Verfahrens bereits klar ist, dass sie auf eine Gesetzesänderung auf dem Wege des Volksentscheids abzielen, bietet die Einleitung der Volksabstimmung über einen Antrag tendenziell mehr Vorteile. Dieser ist zwar in Inhalt und deliberativen Gehalt etwas unflexibler, aber die teils deutlich geringeren Unterschriftenhürden machen ihn einfacher handhabbar. Der Antrag auf ein Volksbegehren kann dadurch als wichtiger Markstein für die Initiatoren fungieren, der es ihnen ermöglicht, sowohl die eigene Kampagnenfähigkeit im Hinblick auf die gesamte Volksabstimmung als auch die öffentliche Reaktion auf die Vorlage gleichsam zu testen. Der Antrag erhält somit den Charakter eines „Versuchsballons“, der – im Gegensatz zu der ungleich aufwendigeren Volksinitiative – aussichtslose Volksbegehren frühzeitig entlarvt und dadurch finanziellen und personellen Mehraufwand sowohl bei den Initiatoren als auch aufseiten des Staates verhüten kann.

## Anwendungsbedingungen
Neben einem Unterschriftenquorum und einer Frist, unterliegt der Antrag auf ein Volksbegehren einer ganzen Reihe von weiteren Beschränkungen.

### Themenausschluss
Grundsätzlich muss der Gegenstand des "Antrags" in die Zuständigkeit der entsprechenden Gebietskörperschaft fallen. So kann bspw. die im "Antrag" enthaltene Vorlage in einem Bundesland nicht auf die Änderung eines Bundesgesetzes abzielen. Zudem darf sie nicht der freiheitlich-demokratischen Grundordnung der Bundesrepublik Deutschland oder der verfassungsmäßigen Ordnung des jeweiligen Bundeslandes widersprechen. Ein "Antrag" bspw. zur Einführung der Todesstrafe oder zur Abschaffung des Landesverfassungsgerichtes ist somit in jedem Fall unzulässig.
Neben diesen allgemeinen, sich aus der demokratischen Grundordnung ergebenden Einschränkungen, sind in einigen Bundesländern noch weitere Themen von einem Volksbegehren – und damit automatisch auch vom Antrag auf ein Volksbegehren – ausgeschlossen. Diese umfassen zumeist den Haushalt, Dienst- und Versorgungsbezüge sowie staatliche Abgaben.

### Eintragungsmöglichkeit
Um in Deutschland den Antrag auf ein Volksbegehren zu unterstützen, müssen sich wahlberechtigte Bürger eigenhändig mit Namen, Anschrift und Unterschrift, teilweise zusätzlich mit Geburtsdatum und/oder Datum der Unterzeichnung auf entsprechenden Formularen eintragen. Lediglich körperbehinderte oder anderweitig an eigenhändiger Unterzeichnung gehinderte Personen dürfen die Eintragung ins Formular an jemanden delegieren. Zur Überprüfung der Wahlberechtigung des Unterzeichnenden werden die Angaben mit den kommunalen Melderegistern abgeglichen. Die Formulare werden nach Abschluss des Verfahrens, unabhängig von dessen Ausgang, vernichtet.
Die Vorgaben zur Gestaltung der Formulare, welche Informationen darauf enthalten sein müssen und ob sich nur eine Person pro Formular (Unterschriftenbogen) oder mehrere Personen pro Formular (Unterschriftenliste) eintragen dürfen, unterscheiden sich je nach Gebietskörperschaft deutlich. Die Verantwortung für die korrekte Gestaltung der Formulare tragen die Initiatoren des "Antrags".

### Verfahrenskosten
Die Kosten für die Herstellung und ggf. (bei Amtseintragung) Verteilung der Formulare an die Eintragungsstellen fallen zu Lasten der Initiatoren des Verfahrens. Alle anderweitig anfallenden Aufwendungen (Abgleich mit Melderegistern, Prüfung und Bescheid) fallen zu Lasten der Staatskasse.

### Verfahrensabschluss
Ein erfolgreicher Antrag auf ein Volksbegehren findet seinen Abschluss mit der Zulassungsprüfung durch die zuständige Stelle. Dabei wird sowohl geprüft, ob die notwendige Anzahl an Unterschriften vorliegt, als auch ob der Antrag formal und rechtlich zulässig ist. Der zuständigen Stelle ist hierfür zumeist eine Frist von mehreren Monaten gesetzt. Sofern der "Antrag" für zulässig befunden wurde, müssen die Initiatoren in einer weiteren Frist von zumeist einigen Monaten das Volksbegehren initiieren. Unterlassen sie dies, ist der "Antrag" quasi verfallen und kann zu einem späteren Zeitpunkt nicht mehr zu Initiierung eines Volksbegehrens verwendet werden.
Wird ein Antrag auf ein Volksbegehren für unzulässig befunden, müssen zumeist die Initiatoren vor dem jeweiligen Verfassungsgericht dagegen Klage einreichen. In manchen Bundesländern (z. B. Thüringen) gilt hier eine Art "Beweislastumkehr". Das heißt, es obliegt unter Umständen der Landesregierung bzw. dem Landesparlament notfalls das Verfassungsgericht anzurufen um einen aus inhaltlichen Gründen für unzulässig gehaltenen "Antrag" auch tatsächlich zu stoppen.

## Rahmenbedingungen in Deutschland
| Rahmenbedingungen für den Antrag auf ein Volksbegehren in der Bundesrepublik Deutschland | Rahmenbedingungen für den Antrag auf ein Volksbegehren in der Bundesrepublik Deutschland | Rahmenbedingungen für den Antrag auf ein Volksbegehren in der Bundesrepublik Deutschland | Rahmenbedingungen für den Antrag auf ein Volksbegehren in der Bundesrepublik Deutschland | Rahmenbedingungen für den Antrag auf ein Volksbegehren in der Bundesrepublik Deutschland               | Rahmenbedingungen für den Antrag auf ein Volksbegehren in der Bundesrepublik Deutschland |
| allgemein                                                                                | allgemein | Antrag auf ein Volksbegehren                                                             | Antrag auf ein Volksbegehren                                                             | Antrag auf ein Volksbegehren                                                                           | Antrag auf ein Volksbegehren                                                             |
| Gebietskörperschaft                                                                      | geregelt in | Unterschriften- quorum                                                                   | Frist / Eintragungsart                                                                   | Themenausschluss                                                                                       | wird geprüft von                                                                         |
| ---------------------------------------------------------------------------------------- | --- | ---------------------------------------------------------------------------------------- | ---------------------------------------------------------------------------------------- | --- | ---------------------------------------------------------------------------------------- |
| Baden-Württemberg                                                                        | Art. 59 und 60 der Landesverfassung; §§ 25–29 des Volksabstimmungsgesetzes | 10.000                                                                                   | keine Frist Amtseintragung                                                               | Abgabengesetze, Besoldungsgesetze, Staatshaushaltsgesetz                                               | Innenministerium                                                                         |
| Bayern                                                                                   | Art. 71, 72 und 74 der Landesverfassung; Art. 63–64 (PDF; 183 kB) des Landeswahlgesetzes | 25.000                                                                                   | keine Frist freie Sammlung                                                               | Staatshaushalt                                                                                         | Staatsministerium des Inneren                                                            |
| Bayern                                                                                   | → Hauptartikel : Volksgesetzgebung in Bayern |                                                                                          |                                                                                          | |                                                                                          |
| Berlin                                                                                   | Art. 59, 62, 63 der Landesverfassung; §§ 14–19 des Abstimmungsgesetzes | 20.000 (50.000 bei Verfassungs- änderungen)                                              | 6 Monate rückwirkend von der Einreichung Freie Sammlung                                  | Landeshaushaltsgesetz, Abgaben, Tarife öffentlicher Unternehmen, Personalentscheidungen                | Senatsverwaltung für Inneres                                                             |
| Berlin                                                                                   | → Hauptartikel : Volksgesetzgebung in Berlin |                                                                                          |                                                                                          | |                                                                                          |
| Bremen                                                                                   | §§ 10–13 des Gesetzes über das Verfahren beim Volksentscheid | 5.000                                                                                    | keine Frist Freie Sammlung                                                               | Haushaltsplan, Dienstbezüge, Steuern, Abgaben, Gebühren                                                | Senat                                                                                    |
| Hessen                                                                                   | §§ 1–5 des Volksbegehrensgesetzes | 2 %                                                                                      | keine Frist Amtseintragung                                                               | Haushaltsplan, Abgabengesetze, Besoldungsordnungen, Verfassungsänderungen                              | Landesregierung                                                                          |
| Niedersachsen                                                                            | Art. 48 der Landesverfassung; §§ 19–20 des Volksabstimmungsgesetzes; § 62d der Geschäftsordnung des Landtages                                                                                                   | 25.000                                                                                   | 6 Monate Freie Sammlung                                                                  | Landeshaushalt, öffentliche Abgaben, Dienst- und Versorgungsbezüge                                     | Landesregierung                                                                          |
| Nordrhein-Westfalen                                                                      | Art. 2, 68 und 69 der Landesverfassung; §§ 6–10 des VIVBVEG; §§ 2–8 der Durchführungsverordnung VIVBVEG | 3.000                                                                                    | 1 Jahr rückwirkend von der Einreichung Amtseintragung                                    | Finanzfragen, Abgabengesetze, Besoldungsordnungen                                                      | Ministerium des Inneren (prüft), Landesregierung (entscheidet)                           |
| Rheinland-Pfalz                                                                          | Art. 107–109 der Landesverfassung; §§ 61–64 des Landeswahlgesetzes; §§ 75 der Landeswahlordnung | 20.000                                                                                   | 1 Jahr rückwirkend von der Einreichung Amtseintragung                                    | Finanzfragen, Abgabengesetze, Besoldungsordnung                                                        | Landesregierung                                                                          |
| Saarland                                                                                 | Art. 61, 99 und 100 der Landesverfassung; §§ 2–5 des Volksabstimmungsgesetzes; §§ 1–7 der Volksabstimmungsordnung                                                                                               | 5.000                                                                                    | 6 Monate rückwirkend von der Einreichung Amtseintragung                                  | finanzwirksamen Gesetze, Abgaben, Besoldungen, Staatsleistungen, Staatshaushalt, Verfassungsänderungen | Ministerium des Inneren                                                                  |
| Sachsen-Anhalt                                                                           | Art. 81 der Landesverfassung; §§ 10–11 (PDF; 43 kB) des Volksabstimmungsgesetzes | 8.000                                                                                    | keine Frist Freie Sammlung                                                               | Haushaltsgesetze, Abgabengesetze, Besoldungsregelungen                                                 | Landesregierung                                                                          |
| Thüringen                                                                                | Art. 81 und 82 (PDF; 6,1 MB) der Landesverfassung; §§ 9–13 des Gesetzes über Verfahren beim Bürgerantrag, Volksbegehren und Volksentscheid                                                                      | 5.000                                                                                    | 6 Wochen Freie Sammlung                                                                  | Landeshaushalt, Dienst- und Versorgungsbezüge, Abgaben und Personalentscheidungen                      | Präsident des Landtages                                                                  |
| Bundesrepublik Deutschland                                                               | Art. 29 Grundgesetz; §§ 19–26 des Gesetzes über das Verfahren bei Volksentscheid, Volksbegehren und Volksbefragung nach Artikel 29 Abs. 6 des Grundgesetzes; §§ 46–52 der Neugliederungsdurchführungsverordnung | min. 1 %, max. aber 7.000                                                                | 1 Monat Freie Sammlung                                                                   | ausgeschlossen sind alle Fragen außer einer Neugliederung des Bundesgebietes                           | Bundesminister des Innern                                                                |